# Nordkaukasische Operation
1941: Białystok-Minsk – Dubno-Luzk-Riwne – Smolensk – Uman – Kiew – Odessa – Leningrader Blockade – Wjasma-Brjansk – Charkow – Rostow – Moskau – Tula

1942: Rschew – Charkow – Ljuban/Wolchow – Kertsch/Sewastopol – Fall Blau – Kaukasus – Stalingrad – Operation Mars

1943: Woronesch-Charkow – Operation Iskra – Nordkaukasus – Charkow – Kursk – Orjol – Donez-Mius – Donbass – Belgorod-Charkow – Smolensk – Dnepr – Kiew

1944: Dnepr-Karpaten – Leningrad-Nowgorod – Krim – Wyborg–Petrosawodsk – Operation Bagration – Lwiw-Sandomierz – Jassy–Kischinew – Belgrad – Petsamo-Kirkenes – Baltikum – Karpaten – Ungarn

1945: Kurland  – Weichsel-Oder – Ostpreußen – Westkarpaten – Niederschlesien – Ostpommern – Plattensee – Oberschlesien – Wien – Oder – Berlin – Prag
Die Nordkaukasische Operation (auch Operation Don genannt; russisch Северо-Кавказская операция) war eine Offensive der Roten Armee im Zweiten Weltkrieg, die vom 1. Januar bis zum 4. Februar 1943 dauerte. Im Laufe dieser Operation wurden vier Unteroperationen durchgeführt.

## Vorgeschichte
Das Unternehmen Wintergewitter zum Entsatz des Kessels von Stalingrad musste am 25. Dezember 1942 von der deutschen 4. Panzerarmee auf Grund eines sowjetischen Frontdurchbruches bei der weiter nördlich eingesetzten italienischen 8. Armee abgebrochen werden. Durch den Vorstoß der sowjetischen 5. Stoßarmee und der 2. Gardearmee (General Malinowski) in Richtung Rostow drohte im Kaukasus der gesamten Heeresgruppe A die Abschneidung. Am 29. Dezember wurde eiligst der Rückzug für die deutsche 1. Panzerarmee aus dem Raum Mosdok – Naltschik – Prochladny angeordnet. Das OKW versuchte Kräfte für die Verteidigung des bedrohten Tschir-Abschnittes bzw. den Entsatz des Kessels in Stalingrad freizubekommen. Die in der Kalmückensteppe operierende sowjetische 28. Armee (General W. F. Gerassimenko) hatte der deutschen 16. Infanterie-Division (mot.) am 31. Dezember Elista entrissen, wurde am folgenden Tag der Südfront unterstellt und eröffnete mit der nördlicher vorgehenden 51. Armee (General Trufanow) den Vormarsch zum Manytsch.

## Truppenstärke
Zwei sowjetische Fronten, die Südfront unter Andrei Jerjomenko (ab 2. Februar unter Rodion Malinowski) und die Transkaukasusfront unter Iwan Tjulenew, mit einer Gesamtstärke von 1.000.000 Soldaten, 11.341 Geschützen, 1.278 Panzern und 900 Flugzeugen, sollten den Südflügel der (Heeresgruppe Don (GFM von Manstein) und die gesamte Heeresgruppe A unter Ewald von Kleist) mit zusammen etwa 764.000 Soldaten, 5.290 Geschützen, 700 Panzern und 530 Flugzeugen (insgesamt 43 Divisionen) zwischen zwei Flüssen (Kuban und Manytsch) einschließen und vernichten.

### Heeresgruppe A
1. Panzerarmee General der Panzertruppe Eberhard von Mackensen
III. Panzerkorps General der Panzertruppe Hermann Breith
- Masse 13. Panzer-Division, SS-Division „Wiking“ und rumän. 2. Gebirgsdivision

XXXX. Panzerkorps General der Panzertruppe Leo Geyr von Schweppenburg
- 3. Panzer-Division, Teile 13. Panzer-Division und Kosaken-Regiment von Jungschultz

LII. Armeekorps General der Infanterie Eugen Ott
- 50., 111. und 370. Infanterie-Division

17. Armee Generaloberst Richard Ruoff
Kommando-Stab z. b. V. Förster
- 125. Infanterie-Division und Slowakische Division

XXXXIV. Armeekorps General der Artillerie Maximilian de Angelis
- 97. und 101. Jäger-sowie 198. Infanterie-Division

XXXXIX. Gebirgskorps (General der Gebirgstruppe Rudolf Konrad)
- 1. und 4. Gebirgs-Division, 46. Infanterie-Division und Kosaken-Regiment Platow

V. Armeekorps General der Infanterie Wilhelm Wetzel
- 9. und 73. Infanterie-Division, rumänische 10. Infanterie- und rumänische 3. Gebirgs-Division

Rumänisches Kavallerie-Korps (Generalmajor Gheorghe Cealik)
- rumänische 6. und  9. Kavallerie-Division sowie rumänische 19. Infanterie-Division

## Verlauf

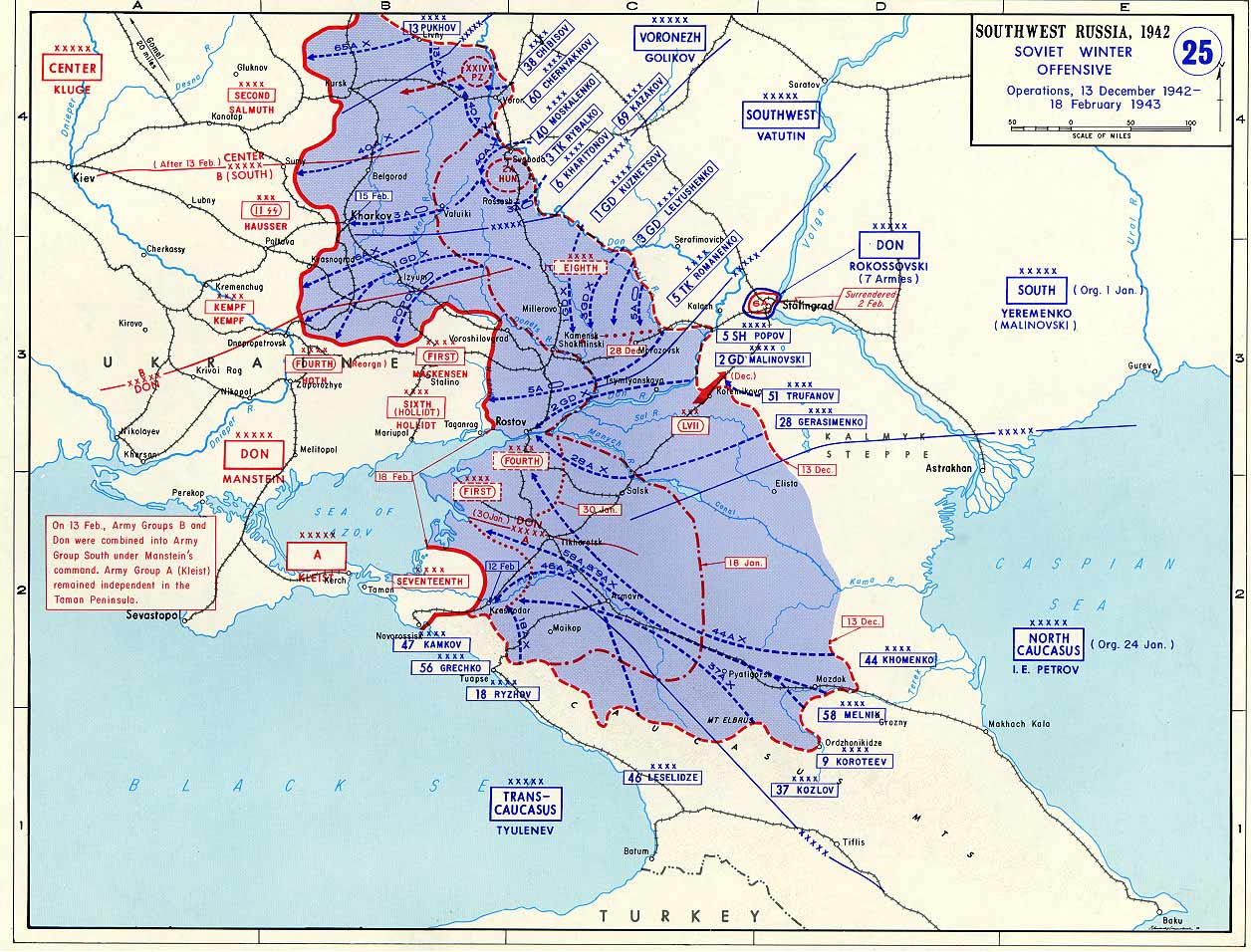
Deutscher Rückzug Dezember 1942 bis Februar 1943

Am 1. Januar 1943 wurde der sowjetische Angriff durch die sowjetische 9. und 37. Armee (Generalleutnant P. M. Koslow) am Terek-Abschnitt eröffnet, am 4. Januar wurde Naltschik durch die 2. Garde-Schützendivision (Generalmajor Fjodor W. Sacharow) befreit. Am 3. Januar hatte die sowjetische 44. Armee unter General Chomenko die Verfolgung des bereits zurückgehenden deutschen XXXX. Panzerkorps in Richtung auf Stawropol aufgenommen. Für den Durchbruch der 44. Armee wurden im zweiten Treffen die Panzergruppe des Generalmajor G. P. Lobanow gebildet. Sie umfasste 106 Panzer und 24 Selbstfahrlafetten, bestehend aus der 2., 15. und 63. Panzer-Brigade sowie dem 225. Panzerregiment. Eine weitere Panzerabteilung, im Rahmen der 9. Armee eingesetzt war, wurde von Oberstleutnant W. I. Filippow befehligt und umfasste 123 Panzer, sie wurde aus der 52., 140. und 207. Panzer-Brigade gebildet. Die Städte Malgobek und Mosdok wurden am 3. Januar durch die vorgezogene sowjetische 58. Armee (General Melinjow) besetzt. Am 7. Januar wurde das sowjetische 4. und 5. Garde-Kavalleriekorps mit der Panzergruppe des Oberstleutnant Filippow vereinigt und zur mechanischen Kavalleriegruppe unter Generalleutnant Kiritschenko zusammengefasst. Vom 8. bis 10. Januar tobten heftige Kämpfe an den Flüssen Kuma und Solka, am 11. Januar befreite die 37. Armee Pjatigorsk. Das 11. Schützenkorps (Generalmajor Rubanjuk) der sowjetischen 9. Armee besetzte am 12. Januar Mineralnyje Wody.
Die Kräfte der sowjetischen Schwarzmeer Gruppe (18., 46., 47. und 56. Armee sowie 5. Luftarmee) begannen am 11. Januar im Raum nordöstlich von Tuapse gegenüber der zurückgehenden deutschen 17. Armee den Vormarsch durch den Waldkaukasus. Mitte Januar erreichte die sowjetische 51. Armee im Norden die Don-Schleife, die 28. Armee den Manytsch-Kanal und bedrohten damit die Rückzugswege nach Rostow. Währenddessen wurden im Süden die Städte Prochladny, Georgijewsk, Jessentuki und Kislowodsk befreit. 
Am 21. Januar nahm die sowjetische 44. Armee gemeinsam mit Partisanen Woroschilowsk (Stawropol) ein. Bis zum 24. Januar wurden die deutschen Truppen auf die Linie Siwerskyj Donez – Salsk – Belaja Glina – Armawir – Labinskaja zurückgeworfen. 
Am 28. Januar nahmen Truppen der sowjetischen 9. Armee Kropotkin ein. Die 58. Armee besetzte am 30. Januar Tichorezk und erreichte die südlichen Zugänge zu Rostow und zum Asowschen Meer. Währenddessen erreichte die im Nordkaukasus vorgehende Südfront die östlichen Zugänge zu Schachty, Nowotscherkassk und Rostow. Die 46. Armee der Schwarzmeergruppe befreite am 29. Januar Maikop und erreichte bis 4. Februar den Fluss Kuban.
Die Masse der deutschen 1. Panzerarmee (III. und XXXX. Panzerkorps) hatte rechtzeitig den Rückzug über Rostow erreicht, das bisher unterstellte LII. Armeekorps verblieb weiterhin im Kaukasus. Die 17. Armee musste sich auf Befehl von Hitler mit dem V., XXXXIV. und dem XXXXIX. Korps auf der Taman-Halbinsel halten, um nach Wiedererlangung der strategischen Wende erneut den Vormarsch zu den Erdölfeldern von Grosny antreten zu können. Der Oberbefehlshaber Generaloberst Ruoff organisierte dafür eine starke Auffangstellung am Unterlauf des Flusses Kuban. Es gelang den dortigen Wehrmacht-Trupppen, neue Angriffe der sowjetischen Nordkaukasusfront abzuschlagen.

## Folgen
Die Rote Armee rückte auf der 840 km breiten Front 300–600 km vor und befreite Tschetscheno-Inguschetien, Nordossetien-Alanien, Kabardino-Balkarien, die Region Stawropol, Teile der Oblast Rostow und der Region Krasnodar. Dabei verlor sie ungefähr 155.000 Soldaten (davon 70.000 Tote).
Obwohl es der Wehrmacht gelang, der Einkesselung und Zerschlagung zu entgehen, hatte diese Operation große militärpolitische Bedeutung. Der sowjetischen 56. Armee unter General Gretschko gelang am 12. Februar noch die Befreiung von Krasnodar. Die deutsche 17. Armee konnte dann die neuen Stellungen während der Kämpfe im Kubanbrückenkopf behaupten und wurde im Oktober 1943 beim Unternehmen Brunhild über die Halbinsel Kertsch auf die Krim zurückgezogen. Die deutschen Pläne zur Eroberung des Kaukasus mussten endgültig aufgegeben werden.